# Reaching Out (Nero)
Reaching Out is een single van de Britse band Nero samen met Daryl Hall en Kano. Het nummer is afkomstig van Nero's album Welcome Reality. Het nummer bereikte tip 24 in de Ultratip 50.

## Muziekvideo
Op 25 november 2011 kwam een muziekvideo van Reaching Out uit op het officiële YouTubekanaal van Nero. De clip refereert aan video's uit de jaren 80, met veel videoovergangen en kleurcorrectie.

## Tracklist
| Nr. | Titel        | Duur |
| --- | ------------ | ---- |
| 1.  | Reaching Out | 4:45 |

| Nr. | Titel                            | Duur |
| --- | -------------------------------- | ---- |
| 1.  | Reaching Out (Radio Edit)        | 2:52 |
| 2.  | Reaching Out (Booka Shade Remix) | 6:38 |
| 3.  | Reaching Out (Fred Falke Remix)  | 7:34 |
| 4.  | Reaching Out (Wilkinson Remix)   | 4:32 |